# Montmorillon
Montmorillon je francouzská obec v departementu Vienne v regionu Nová Akvitánie. V roce 2014 zde žilo 6 155 obyvatel. Je centrem arrondissementu Montmorillon.